# 유튜브 검열
| 지역에 특화된 유튜브 버전이 있음 접근 가능 | 현재 차단됨 과거 차단됨 |

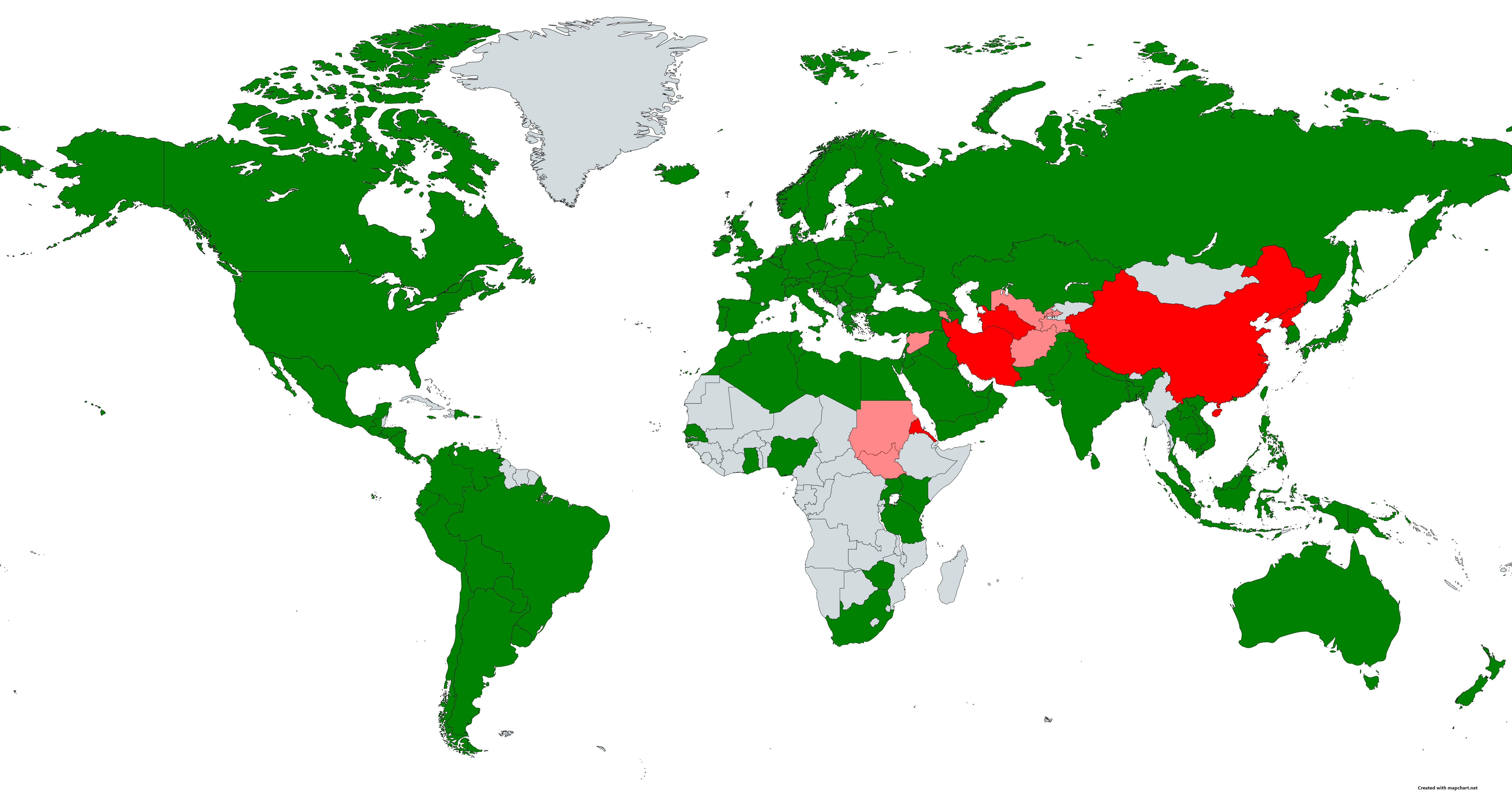
유튜브 차단 상태를 표시해 놓은 세계 지도
지역에 특화된 유튜브 버전이 있음
접근 가능
현재 차단됨
과거 차단됨

비디오 공유 플랫폼 유튜브는 2019년 8월 기준 두 번째로 인기있는 웹사이트다. 유튜브에 따르면 유튜브에는 10억 명 이상의 사용자가 있으며 이 사용자들이 매일 총 10억 시간 넘게 영상을 시청하고 있다. 이러한 유튜브에 대해 국가마다 서로 다른 수준의 검열을 가하고 있다.

## 일반
유튜브 차단은 다음과 같은 다양한 이유로 발생한다.
- 통치자, 정부, 정부 관리, 종교, 종교 지도자에 대한 비판 방지
- 인종차별을 조장하는 동영상 방지
- 다음을 포함한 국내법 위반
  - 저작권 및 지적 재산권 보호법
  - 증오심 표현, 윤리 또는 도덕에 기반한 법률 위반
  - 국가보안 관련 법률
- 청소년에게 부적절하다고 판단되는 동영상에 대한 접근 방지
- 기업, 학교, 정부 기관 및 기타 사설 기관은 대역폭 제한과 사이트의 주의를 산만하게 할 가능성으로 인해 유튜브를 비롯한 소셜 미디어 사이트를 차단하는 경우가 많다.[3]

일부 국가에서는 유튜브가 장기간 영구 이용 금지되거나 시위 기간, 선거 준비 기간 또는 다가오는 정치적 기념일과 같은 짧은 기간 동안 완전히 차단된다. 다른 국가에서는 웹 사이트 전체에 대한 접속은 가능하지만 국가 관할권의 명령을 비롯한 여러 가지 이유로 특정 영상에 대한 접속이 차단된다. 두 경우 모두에서 일반적으로 지리적 제한을 우회하기 위해 VPN을 이용하기도 한다.
유튜브 서비스 약관은 저작권을 침해하거나 음란물을 묘사하는 동영상의 게시, 인종차별, 불법 행위, 불필요한 폭력, 증오심 표현을 조장하는 것을 금지하고 있다. 이러한 약관을 위반하는 사용자 게시 동영상은 삭제되고 "이 동영상은 유튜브 서비스 약관을 위반했기 때문에 더 이상 볼 수 없습니다."라는 메시지로 대체될 수 있다. 또한 구글은 통지 여부에 관계없이 어떤 이유로든 계정을 해지할 수 있는 권리를 가지고 있다.
유튜브는 성인용 콘텐츠가 포함될 수 있는 동영상을 필터링하는 "제한 모드"라는 선택 기능을 제공한다.

## 유튜브에 대한 액세스가 차단된 국가

### 조선민주주의인민공화국
인터넷 및 접근성에 관한 국가의 법률로 인해 조선민주주의인민공화국에서 유튜브가 차단되었다. 조선민주주의인민공화국 정부는 2016년 4월 이후 완전히 차단되었으며, 북한 정부는 이에 접근하려는 사람은 모두 처벌을 받는다고 경고했다.

### 중화인민공화국
중화인민공화국에서 유튜브는 2007년 10월 16일부터 2008년 3월 22일까지 5개월 이상 중화인민공화국에서 처음 차단되었다. 이후 복구되었지만, 2009년 3월 24일부터 다시 차단되었다. 그 이후로 중화인민공화국 본토에서는 유튜브에 접속할 수 없으나 VPN을 사용하면 접속할 수 있다. 2018년부터 바이두에서 "YouTube"를 검색하면 "현지 규정 및 정책에 따라 일부 결과를 표시할 수 없습니다."라는 메시지가 표시된다.
지금도 중화인민공화국에서 유튜브는 만리장성으로 차단되어 있지만, 아마존의 알렉사는 유튜브를 중화인민공화국에서 가장 많이 방문한 5번째 웹사이트로 선정했다.

### 투르크메니스탄
중앙아시아에 위치한 국가이다.

### 그 외의 국가
시리아, 에리트레아, 수단, 이란, 남수단, 타지키스탄, 투르크메니스탄 등은 현재 접속이 차단되어 있다. 중국은 유쿠 같은 사이트가 중국의 유튜브 역할을 하는 중이기도 하다. 다만 과거에는 아프가니스탄, 방글라데시, 베네수엘라 등도 차단 이력이 있었으며, 필리핀이나 러시아, 팔레스타인, 인도네시아, 사우디아라비아, 아르헨티나, 인도 등도 유튜브 차단설도 한 때 있었지만 사실무근이다.

## 같이 보기
- 위키백과의 검열
- 페이스북 검열
- 트위터 검열
- 엘사게이트